# Korupce v Ugandě
Korupce v Ugandě je charakterizována zpronevěrou veřejných prostředků a drobnou korupcí zahrnující veřejné činitele na všech úrovních a také rozšířený systém politického patronátu. Korupce elit v Ugandě probíhá zejména prostřednictvím systému patronátu a zhoršila se díky přísunu zahraniční pomoci. Zahraniční pomoc poskytuje vládě velké množství zdrojů, které přispívají ke korupčnímu prostředí v zemi. Další příležitostí ke korupci je zadávání veřejných zakázek kvůli nedostatečné transparentnosti transakcí.

## Pozadí korupce v Ugandě
Dlouholetou tradicí v Ugandě je proces předávání dárku výměnou za něco. V minulosti byla tato praxe standardem a nebyla považována za nezákonnou. Tato tradice patronátu, která byla ústředním bodem ugandské politiky, je hluboce zakořeněná a není možné ji jednoduše odstranit. Také privatizace státního majetku je v autoritářském režimu kontroverzní strategií, neboť má tendenci negativně ovlivňovat již tak napjaté vztahy a distribuce veřejného bohatství do vnitřního okruhu diktátora.

## Korupce v nezávislé Ugandě
Korupce není v Ugandě novou záležitostí. V ugandské historii existuje dlouhá tradice tohoto problému.

### Režim Idiho Amina
Uganda pod vládou Idiho Amina byla velmi represivním režimem. Jeho vojenské jednotky byly agresivní a zabíjely lidi v případě podezření, že se dotyční stavěli proti režimu. To vedlo během sedmiletého působení ke smrti přibližně 100 000 lidí. Během jeho režimu Amin převzal většinu podniků, které byly provozovány jiným etnikem. Tyto společnosti byly poté dány do správy jeho blízkým podporovatelům. Mnoho podniků v zemi začalo ukončovat svou činnosti kvůli nedostatku zkušeností a znalostí, které měli jejich noví správci. Všechny oblasti společnosti byly špatně řízeny. Uganda se pod vládou Amina brzy stala známá svou kulturou přežití, ve které se stala ústředním aspektem korupce. Mnoho lidí také opustilo legální ekonomiku a uchýlilo se do ilegality.

### Národní hnutí odporu
Když se v Ugandě dostala k moci strana Národní hnutí odporu (NRM) vedená Yowerim Musevenim, byla postavena před nutnost reformovat vládní systém v zemi. Museveni musel také přesvědčit lidi, aby se opět zabývali legální formou ekonomiky, protože černý trh a další formy nelegální ekonomiky byly během předchozího režimu velmi rozšířené. Museveni přijal zákony a program o deseti bodech, které měly pomoci skoncovat s korupcí v zemi. I přesto, že se Museveni pokusil reformovat vládu, měla jeho snaha jen malý dopad na zastavení korupce v Ugandě.

## Zahraniční pomoc
Zahraniční pomoc přispěla ke zvýšení korupce v Ugandě, kvůli velkému množství zdrojů, které byly do země poslány. Zahraniční dárci se pokusili liberalizovat ugandskou ekonomiku, aby se tak pokusili zabránit korupci. Světová banka a Mezinárodní měnový fond poskytly Ugandě pomoc prostřednictvím Programů strukturálních úprav. Tyto programy povzbudily Ugandu k decentralizaci a privatizaci. Privatizace však byla zahájena netransparentním způsobem, který vládním úředníkům umožnil získat státní aktiva.

## Dynamika korupce
Existuje několik oblastí s vysokým rizikem korupce, jako je policie, soudnictví a udílení veřejných zakázek. Podniky jsou obzvláště zranitelné při ucházení se o veřejné zakázky, protože procesy jsou často netransparentní a úředníci pro veřejné zakázky požadují hotovostní platby mimo záznam.

## Protikorupční úsilí
Úředníci se i nadále zapojují do korupčních praktik navzdory zákonům a institucionálním nástrojům, které jsou zavedeny k prevenci a trestání korupce. Ve snaze bojovat proti korupci vytvořil Yoweri Museveni nové instituce na místní a národní úrovni. Dárci byli do Ugandy přilákáni snahou o reformy a zastavení korupce. Zahraniční dárci začali do země posílat podmíněnou pomoc s potřebnými reformami.